# إينون زور
إينون زور (بالإنجليزية: Inon Zur)‏ و (بالعبرية: ינון צור) هو ملحن أمريكي إسرائيلي ولد في يوم 4 يوليو 1965، ألف عدة ألحان للأفلام والمسلسلات وألعاب الفيديو، رشح لعدة جوائز وفاز بثلاث جوائز تيلي في سنة 1997 لموسيقاه في مسلسل باور رينجرز توربو، وفي 2004 فاز بجائزة غولد لموسيقاه في لعبة مين أوف فالور وفي 2009 فاز بجائزة هوليوود الموسيقية الاعلامية لموسيقاه في لعبة دراغون إيج: أوريجينز.

## روابط خارجية
- إينون زور على موقع IMDb (الإنجليزية)
- إينون زور على موقع ميوزك برينز (الإنجليزية)
- إينون زور على موقع أول ميوزيك (الإنجليزية)
- إينون زور على موقع ديسكوغز (الإنجليزية)
- إينون زور على موقع قاعدة بيانات الفيلم (الإنجليزية)